# Maroldsweisach
Maroldsweisach là một đô thị ở Haßberge bang Bavaria thuộc nước Đức.
Bản mẫu:Cities and towns năm Haßberge (district)